# Carmen Campos
Carmen Campos Costa (Madrid, 10 de julio de 1995) es una exjugadora española de balonmano que jugaba de central y su último equipo fue el Borussia Dortmund. Fue internacional con la selección femenina de balonmano de España.
Logró la medalla de oro con España en los Juegos Mediterráneos de 2018 y en los Juegos Mediterráneos de 2022.
En abril del 2025 anunció su retirada del balonmano en activo. y la RFEBM le concedió la Medalla e Insignia de Plata ese mismo año.

## Clubes
| Club                        | País     | Año         |
| --------------------------- | -------- | ----------- |
| Balonmano Base Villaverde   | España   | - 2017      |
| HC Puig d'en Valls          | España   | 2017 - 2018 |
| Atlético Guardés            | España   | 2018 - 2020 |
| Jeanne d'Arc Dijon Handball | Francia  | 2020 - 2023 |
| Borussia Dortmund           | Alemania | 2023 - 2025 |